# Ana Maria Botelho
Ana Maria Gago da Câmara Botelho de Medeiros (Lisboa, 27 de janeiro de 1936 – Faro, 13 de julho de 2016), mais conhecida por Ana Maria Botelho, foi uma pintora e poetisa portuguesa.

## Biografia
Nascida em Lisboa, a 27 de janeiro de 1936, Ana Maria de Castello-Branco Gago da Câmara Botelho de Medeiros era filha de José Honorato Gago da Câmara de Medeiros, 3.º visconde do Botelho, e de Dona Maria da Piedade de Castello-Branco, filha do Marquês de Belas, sendo a segunda dos cinco filhos do casal. Proveniente de uma família de renome da alta sociedade, a sua educação foi sempre muito regrada, começando aos seis anos a estudar no Colégio das Doroteias e posteriormente no Colégio do Ramalhão, das Irmãs Dominicanas, em Sintra, em regime interno. Mais tarde, ingressou no Colégio de Mortefointaine, a norte de Paris, França. Desde muito cedo demonstrou o seu interesse pelas artes, contudo inicialmente não teve o apoio da sua família, por se considerar a pintura, e as arte em geral, uma profissão economicamente instável e, à época, não própria para uma mulher. Apesar disso, Ana Maria iniciou os seus estudos de pintura ainda em Portugal, com os Mestres João Reis e Eduardo Malta, e mais tarde, cursou Formation generale en Philosophie des Arts et Sciences no Institute de Mortefontaine, em Paris, cidade onde se licenciou em Artes Plásticas pela Escola Superior do Louvre, através de uma bolsa de estudos para artistas estrangeiros, facultada por André Malraux.
A 7 de outubro de 1953, Ana Maria casou-se com o Visconde de Maiorca, na capela do Mosteiro dos Jerónimos, entre convidados da alta aristocracia europeia, como o rei Umberto de Itália, os príncipes de Thurn e Taxis, a princesa do Liechtenstein e os arquiduques de Habsburgo. Um ano depois, nasceu a sua primeira filha Maria da Piedade.
Durante os anos cinquenta, a vida de Ana Maria Botelho dividia-se entre Lisboa, Roma e Paris, sendo nesta última cidade que tomou contacto com a vida literária, artística e humanitária. Conheceu Albert Camus, Peggy Guggenheim, Pablo Picasso, Olga Khokhlova e Françoise Giroud, frequentou o estúdio de Jean de Beauvoir, participou em tertúlias com Jean Marais e Jean Cocteau, em casa de Louise de Villemorin, e auxiliou ex-presidiárias na sua integração, nos arredores de Paris, através da «Obra de Santa Maria Madalena» do Padre Jean Courtois. Em Roma, durante a mesma década, frequentou o Vaticano e teve a sua primeira audiência privada com o Papa João XXIII, para além de se ter inscrito na Escola de Arte da Via del Babuino.
Depois de participar em diversas exposições colectivas em Paris e Roma, Ana Maria Botelho, já separada do seu marido, fez a sua primeira exposição individual em Lisboa, na galeria do S.N.I. em 1963. No ano seguinte, viajou ao Brasil e no regresso, recebeu o Prémio Revelação de Pintura Portuguesa dado pela imprensa portuguesa, tendo exposto as suas obras desde então no Palácio da Foz, Casino do Estoril, Galeria do Diário de Notícias, Galeria Dinastia, e inúmeras outras galerias e salões por todo o país e no estrangeiro. Durante esse período, conheceu o seu futuro marido, Carlos Borges de Castro, pai dos seus filhos Ana Carlos e Carlos Maria, a quem se deve a organização de inúmeras exposições da artista, conviveu com Maria Helena Vieira da Silva, Arpaad Szenes, Rudolf Nureyev, Beatriz Costa e Margot Fontaine, e participou em várias tertúlias com Francisco Sousa Tavares, Urbano Tavares Rodrigues, Bual, Natércia Freire, António Champalimaud e Adriano Moreira.
Além de artista plástica, em 1968, Ana Maria Botelho decidiu, durante a sua segunda estadia no Brasil, publicar o seu primeiro livro de poemas intitulado de "Varanda sem Casa". Três anos depois, publicou o seu segundo livro de poesia, "Céu de linho", dedicado ao seu marido.
Apesar do seu sucesso, Ana Maria falava abertamente de como a crítica era cruel para com as mulheres artistas, sobretudo em Portugal e ainda mais se estas provinham de famílias da alta sociedade, explicando ainda que por esse mesmo motivo muitas sentiam-se injustiçadas e revoltadas, gerando um ímpeto ou sentido de obrigação interior em os provar errados através do seu talento e árduo trabalho.
Na década de setenta, a artista sentia que o panorama artístico português precisava de sangue novo e com o seu marido começou a organizar exposições onde apresentava o trabalho de novos autores e mostras culturais, como forma de divulgação de arte fora das principais cidades portuguesas. Em 1971, fruto desse trabalho, Ana Maria Botelho foi homenageada em Loures, terra onde habitava e possuía o seu atelier, sendo o seu nome atribuído à toponímia local, e em 1973, abriu a sua primeira galeria, "Galeria Centro, Arte de Ontem e de Hoje", na Rua Rodrigo da Fonseca, em Lisboa.
Em 1986, o seu marido Carlos Borges de Castro morre e um ano depois, Ana Maria voltou a casar-se, com o fadista João Ferreira-Rosa, passando a viver no Palácio de Pintéus até à data do seu divórcio, em 1992. Eram frequentemente relatados pela imprensa as noitadas de fado em sua casa com a presença de nomes como João Braga, Carlos Zel, Luz Sá da Bandeira e Amália Rodrigues, assim como os trabalhos de carácter cultural que Ana Maria realizou em Alcochete, como a doação de uma casa pela própria para a criação de um espaço de apoio aos artistas da localidade ou ainda a exposição "Timor 87", que visava auxiliar os refugiados de Timor.
Durante a década de noventa, a artista inaugurou a Casa de Arte Ana Maria Botelho, na sua própria casa, em Loures, assumindo-se a iniciativa como uma espaço de partilha e promoção para novos talentos, não existindo rendas ou honorários para os artistas.
Em fevereiro de 2016, publicou o seu terceiro livro de poesia, intitulado "Passos da Minha Noite", sendo a obra apresentada por ocasião do seu 80º aniversário, pela antiga Primeira Dama Manuela Ramalho Eanes num evento festivo e de homenagem à artista. Continuou a exibir os seus trabalhos até à data da sua morte.
Ana Maria Botelho faleceu a 13 de julho de 2016, no Hospital de Faro, com 80 anos de idade.

## Obra
Com várias fases e transições, passando do género do retrato e da paisagem naturalista ao experimental e contemporâneo vanguardista, as suas obras encontram-se actualmente em inúmeras colecções particulares e museológicas, em Portugal e pelo mundo. A Fundação Calouste Gulbenkian é exemplo, entre outras, da atenção devotada pelas instituições de prestígio a esta artista, possuindo, no seu acervo, quadros de três fases distintas da sua obra.

## Homenagens e Legado
Por mérito cultural, em 1971, a cidade de Loures deu o seu nome à rua onde viveu e teve o seu atelier.
Em 1989, recebeu a Medalha Dourada e a atribuição do título de Cidadã Honorária do Município de Alcochete, por unanimidade.
Ana Maria Botelho é das poucas portuguesas que constam no Dicionário das Mulheres Célebres da Lello Editores.